# Acadêmicos do Boi
O Grêmio Recreativo Escola de Samba Acadêmicos do Boi é uma escola de samba de Nova Iguaçu, sendo sediada no bairro de Santa Eugênia, o mesmo que abriga a sede da escola de samba Leão de Nova Iguaçu.
Em 2008, esteve perto de descer para o Grupo B, terminando na 9º colocação no Grupo A. Em 2011, com a unificação dos grupos, terminou em 12º lugar, num enredos sobre os carnavais.

## Segmentos

### Presidentes
| Nome                      | Mandato      | Ref.  |
| ------------------------- | ------------ | ----- |
| Eduardo Peyneau "Peninha" | ?-atualidade | [ 2 ] |

### Diretores
| Ano  | Diretor de Carnaval | Diretor geral de harmonia | Mestre de bateria | Ref.  |
| ---- | ------------------- | ------------------------- | ----------------- | ----- |
| 2011 | Tompson Machado     | Tompson Machado           |                   | [ 3 ] |

### Casal de Mestre-sala e Porta-bandeira
| Ano  | Nome              | Ref.        |
| ---- | ----------------- | ----------- |
| 2013 | Peninha e Andreia | [ 2 ] [ 4 ] |
| 2014 | Peninha e Maura   |             |

### Corte de bateria
| Ano  | Rainha        | Madrinha | Ref. |
| ---- | ------------- | -------- | ---- |
| 2014 | Camila Santos |          |      |

## Carnavais
| Ano  | Colocação    | Grupo    | Enredo                                                                                      | Carnavalesco     | Intérprete | Ref.  |
| ---- | ------------ | -------- | ------------------------------------------------------------------------------------------- | ---------------- | ---------- | ----- |
| 1999 |              |          |                                                                                             |                  |            | [ 5 ] |
| 2000 |              |          |                                                                                             |                  |            | [ 5 ] |
| 2001 |              |          |                                                                                             |                  |            | [ 5 ] |
| 2002 |              |          |                                                                                             |                  |            | [ 5 ] |
| 2003 |              |          |                                                                                             |                  |            | [ 5 ] |
| 2004 |              |          |                                                                                             |                  |            | [ 5 ] |
| 2005 |              |          |                                                                                             |                  |            | [ 5 ] |
| 2006 | Campeã       | 1-ABESNI | A Magia da Sorte. O Povo Cigano é o Guardião da Liberdade                                   |                  |            | [ 5 ] |
| 2007 | 8º lugar     | 1-ABESNI |                                                                                             |                  |            | [ 5 ] |
| 2008 | 9º lugar     | 1-ABESNI | Da África a magia baiana                                                                    |                  |            | [ 5 ] |
| 2009 |              | 1-ABESNI | De Líder Estudantil a Progressista do Brasil                                                |                  |            |       |
| 2010 | 3º lugar     | Especial | Um baralho sagrado chamado tarô                                                             |                  |            |       |
| 2011 | 12º lugar    | ÚNICO    | Um carnaval de outro mundo                                                                  |                  |            |       |
| 2012 | Vice-campeã  | ÚNICO    | Negras rainhas: Feiticeiras, guerreiras e mães                                              |                  |            |       |
| 2013 | Hour concurs | ÚNICO    | O medo faz a festa em Nova Iguaçu (Compositores:Jadir Mendes, Tonho da Imperial e Crispim.) |                  |            | [ 6 ] |
| 2014 | 7º lugar     | ÚNICO    |                                                                                             | Valdair Carneiro |            |       |
| 2015 |              | Especial |                                                                                             |                  |            |       |